# Maláj-félsziget
A Maláj-félsziget vagy Thai-Maláj-félsziget (vagy Malakka-félsziget, malájul: Semenanjung Tanah Melayu, thaiul คาบสมุทรมลายู) nagy félsziget Délkelet-Ázsiában.
Nagyjából észak–déli irányban elnyúlt félsziget, teljes hosszában a Központi-hegyvidék húzódik rajta végig. Az Indokínai-félszigethez a Kra-földhíd kapcsolja és emiatt nevezik Kra-félszigetnek is.
A parti vizek északnyugatról az óra járása szerint: Thai-öböl, Dél-kínai-tenger (Borneóval átellenben), Johori szorosok (Szingapúrral átellenben), Szingapúri szorosok (Szingapúr nyugati partjai mentén), Malaka-szoros (Szumátra szigetével átellenben), Andamán-tenger.
A Maláj-félsziget területén több ország osztozik:
- Északnyugati része Mianmar legdélibb csücske
- Középső és északnyugati része Thaiföld déli régiója
- Déli része, az úgynevezett Félszigeti Malajzia vagy Nyugat-Malajzia Malajzia területe

## Fordítás
Ez a szócikk részben vagy egészben  a   Malay Peninsula című angol Wikipédia-szócikk ezen változatának fordításán alapul.  Az eredeti cikk szerkesztőit annak laptörténete sorolja fel. Ez a jelzés csupán a megfogalmazás eredetét és a szerzői jogokat jelzi, nem szolgál a cikkben szereplő információk forrásmegjelöléseként.